# Tobias Schormann
Tobias Schormann (* 1986 in Kiel) ist ein deutscher Schauspieler.

## Ausbildung und Karriere
Er studierte von 2007 bis 2011 Schauspiel an der Otto-Falckenberg-Schule in München. Während dieser Zeit wirkte er bereits an Theaterproduktionen der Münchner Kammerspiele und des Münchner Volkstheaters mit.
Von 2011 bis 2015 war er festes Ensemblemitglied am Deutschen Nationaltheater Weimar. Danach führten ihn Theaterengagements nach Berlin, München, Bregenz, Kassel und ans Hamburger Schauspielhaus. 
Seit Beginn der Spielzeit 2019/20 ist Tobias Schormann festes Ensemblemitglied am Oldenburgischen Staatstheater. 
Zudem ist er für Film und Fernsehen und als Sprecher tätig, unter anderem wirkte er als Schauspieler in Männerfreundschaften (2018) von Rosa von Praunheim mit.

## Filmografie
- 2009: Abend teurer Abenteuer (Kurzfilm)
- 2010: Zucchiniblüten
- 2012: Ein Sommer im Leben
- 2014: Neverland Now
- 2017: Holger
- 2017: Die Nacht vor morgen (Kurzspielfilm)
- 2017: Wolfsland: Irrlichter
- 2018: Männerfreundschaften
- 2019: Fluten
- 2019: Friesland: Gegenströmung
- 2021: B(l)ackstories[3]
- 2022: Erzgebirgskrimi – Tödliche Abrechnung (Fernsehreihe)

## Theaterstücke (Auswahl)
- 2009: Down Understanding
- 2009: Räume Räumen
- 2011: Der Prinz von Homburg
- 2011: Dreigroschenoper
- 2012: Tschick
- 2014: Kabale und Liebe
- 2015: Wallenstein
- 2016: Der Held der westlichen Welt
- 2016: Tausendundeine Nacht
- 2019: Der Bürger als Edelmann
- 2020: Gott
- 2021: Die Wiedervereinigung der beiden Koreas[3]

## Diskografie
- 2015: Arithmetics[4]